# Французькі революційні війни
Французькі революційні війни (фр. Guerres de la Révolution française) — серія конфліктів за участю Франції, що відбувались в Європі у період з 1792 року, коли французький революційний уряд оголосив війну Австрії, до 1802 року, а саме до укладення Ам'єнського миру.

## Початок війни
Революція, що сталась у Франції у 1789 році сильно позначилась і на сусідніх з нею державами та спонукнула їхні уряди удатись до рішучих заходів проти небезпеки, що загрожувала. Імператор Священної Римської імперії Леопольд II та прусський король Фрідріх-Вільгельм II на особистій зустрічі у Пильниці домовились зупинити поширення революційних принципів. До цього їх спонукали й наполягання французьких емігрантів, що склали у Кобленці корпус військ під командою принца Конде.

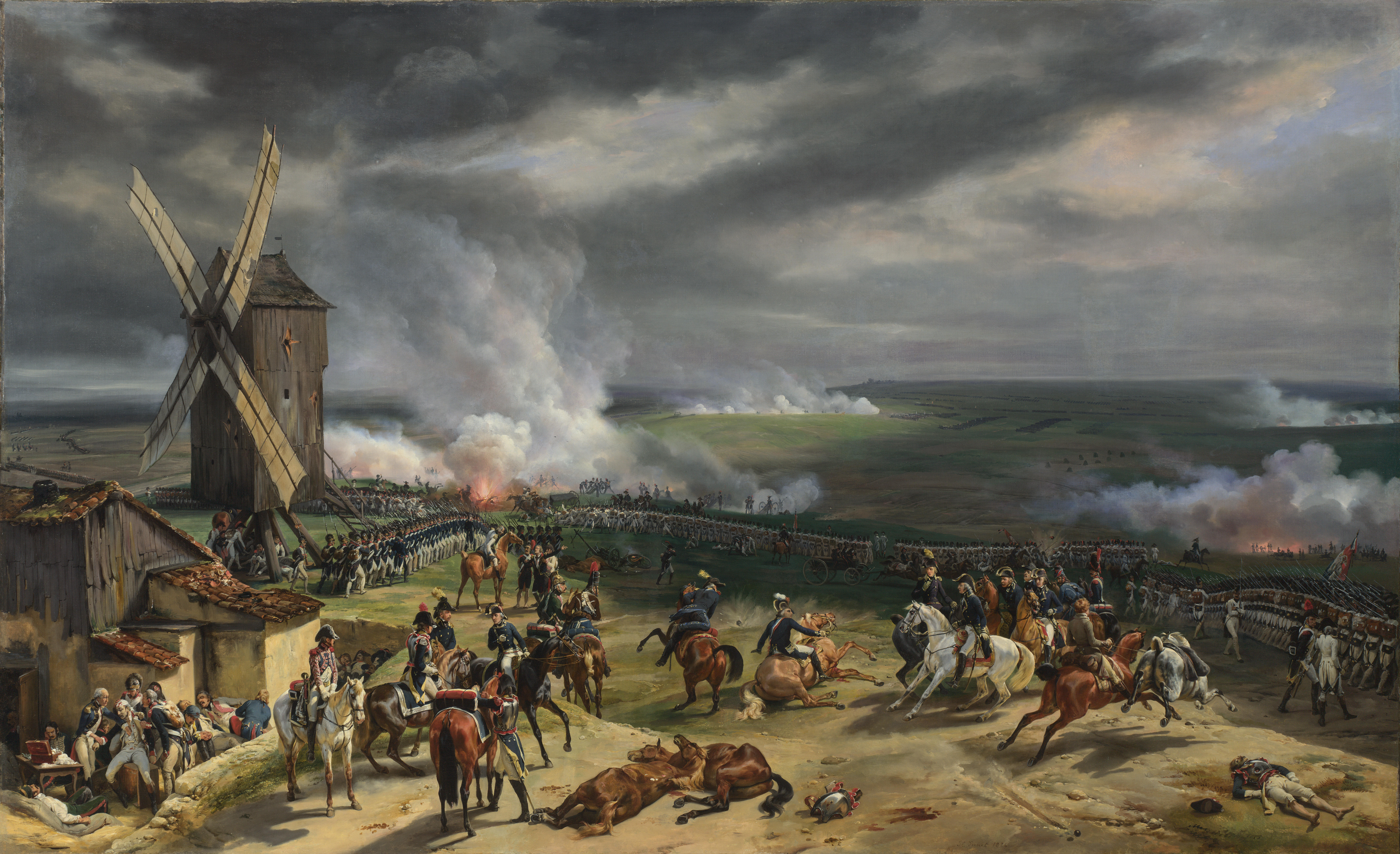
Битва під Вальмі

Воєнні приготування було розпочато, проте монархи довго не наважувались розпочати ворожі дії. Ініціатива пішла з боку Франції, яка 20 квітня 1792 року оголосила війну Австрії за її неприязні дії проти Франції. Австрія та Пруссія уклали оборонний та наступальний союз, до якого поступово приєднались майже всі інші німецькі держави, а також Іспанія й королі сардинський та неаполітанський.

## Перша коаліція (1792—1797)

### 1792 рік
Влітку 1792 року союзні війська (загальною чисельністю — до 250 тисяч) почали зосереджуватись на кордонах Франції. Ці війська у тактичному плані (за поняттями того часу) стояли набагато вище за французькі; але їхні командувачі, здебільшого люди похилі, вміли наслідувати Фрідріху Великому тільки у дрібницях та зовнішній формі: притому й руки у них були зв'язані присутністю при армії короля прусського та вказівками віденського гофкригсрату. Зрештою, з самого початку воєнних дій виявилась повна незгода у складанні операційного плану: наступальний запал пруссаків зіткнувся зі зволіканням та перебільшеною обережністю австрійців.
Французька регулярна армія не перевищувала тоді 125 тисяч, була сильно дезорганізованою і втратила багатьох досвідчених офіцерів та генералів, які емігрували за кордон; війська зазнавали злиднів різного роду, матеріальна частина війська була у повному занепаді. Французький уряд вживав найенергійніших заходів для посилення армії та підняття її духу. Лінійній і так званій кордонній системам, яких додержувались полководці союзників, французи готувались протиставити систему зімкнутих мас (колон) і вогонь численних стрільців (за прикладом американців у боротьбі за незалежність). Кожному простому рядовому, що проявив бойові якості, було відкрито шлях до досягнення вищих посад в армії. Нещадно, разом із тим, карались помилки та невдачі.
Спочатку вторгнення французів до Бельгії завершилось для них повною невдачею; вони були змушені відступати й обмежитись оборонними діями. 1 серпня головні сили союзників під керівництвом герцога Брауншвейзького перетнули Рейн та почали зосереджуватись між Кельном та Майнцом. Переконаний емігрантами, що після вступу союзників до Франції усі консервативні елементи країни повстануть для придушення революційної меншості та для звільнення короля, герцог вирішив увірватись до Шампані й потім йти прямо на Париж. Він видав грізну прокламацію, яка мала на меті застрахати французів, але отримала протилежний ефект: її зухвалий тон спричинив сильне обурення; усяк, хто міг, узявся за зброю, та менш ніж за 2 місяці кількість французьких військ перевищила вже 400 тисяч чоловік, погано озброєних, але сильно натхнених.
Наступальний рух союзників було уповільнено поганими дорогами в Арденнах та нестачею продовольства; французький головнокомандувач Дюмур'є встиг підтягнути підкріплення. 20 вересня відбулась малозначна сама по собі, але вкрай важлива за своїми наслідками канонада під Вальмі, що поклала край наступу союзників. Їхні війська, здивовані стійкістю неприятеля, виснажені хворобами й різними злиднями, почали займатись мародерством, чим ще більше налаштували проти себе місцеве населення. Між тим французи щодня зміцнювались, і герцог Брауншвейгський, не маючи можливості ані йти уперед, ані залишатись у розграбованій Шампані, наважився піти з меж Франції.
Користуючись цим, Дюмур'є вторгся до Бельгії, де 18 листопада в битві під Жемаппе розбив австрійців, а до кінця року оволодів усіма найголовнішими містами країни. На середньому Рейні французький генерал Кюстін, розбивши військові контингенти різних дрібних німецьких володарів, вторгся до Пфальцу та за сприяння революційної партії в Майнці оволодів цією важливою фортецею.
Дії французів у в Савої також проходили успішно.

### 1793 рік
1 лютого 1793 року, одразу після страти Людовика XVI, Французька республіка оголосила війну Нідерландам та Великій Британії. Остання з цього часу очолила держави, що воювали проти революційної Франції, допомагала їм субсидіями і приватними експедиціями й у той же час своїм флотом завдавала величезної шкоди колоніям і торгівлі противника.
У Нідерландах французи почали зазнавати невдач, що завершились 18 березня поразкою під Неєрвінденом. Після зради Дюмур'є і втечі до неприятеля французький Національний Конвент посилив армію новими полками й доручив нове начальство Дамп'єру, який невдовзі загинув у бою під Конде. Такий же незначний успіх мали і призначені замість нього генерали Кюстін, а потім Журдан.
Дії на Середньому та Верхньому Рейні тривали зі змінним успіхом, але в цілому несприятливо для республіканців, які втратили Майнц та інші важливі пункти. У битві під Кайзерслаутерном французька армія генерала Гоша зазнала поразки і відступила. Від повного розгрому французьких республіканців рятувала тільки відсутність згоди у діях супротивників та взаємна недовіра між австрійцями й пруссаками.
Дії в Альпах, на кордоні Італії, були вдалими для французів, якими командував генерал Келлерман; сардинці, які вступили було до Савої, були розбиті під Альбареттом 20 вересня і Вальмені 14 жовтня й відступили до своїх позицій на Мон-Сенісі.
Війна у Піренеях тривала кволо, але скоріше сприятливо для французів. Міжусобна війна у Вандеї розпалювалась все дужче, й республіканські війська зазнавали там жорстоких поразок від роялістів. Того самого 1793 року Тулон зайняли британці та іспанці, а потім його обложили й узяли республіканці.

### 1794 рік
У кампанію 1794 року воєнні дії в Голландії, що розпочались у квітні, спочатку були успішними для союзників. Але вже у червні успіх схилився на бік французів, які відібрали у противника всі захоплені ним міста й фортеці та завдали йому кількох відчутних поразок, а до кінця року змусили Голландію, названу Батавською республікою, укласти з Францією союз.
У діях на Рейні щастя було також на боці французької зброї; до кінця року на лівому березі річки в руках союзників залишався один лише Майнц.
В Італії республіканці, двічі розбивши австро-сардинські війська, вторглись у П'ємонт (у квітні), але розповсюдження повальних хвороб та поява британського флоту у Генуезькій затоці змусили їх піти. У вересні вони вступили до генуезьких володінь, що вважались нейтральними, і розташувались там на зимових квартирах.
Тоскана уклала з Францією окремий мир, яким зобов'язувалась визнати Французьку республіку та сплатити їй мільйон франків.

### 1795 рік
Слідом за тим, у квітні 1795 року, король прусський, переконавшись, що війна надто швидко тягне фінанси Пруссії й не несе жодних вигід, уклав з республікою мир у Базелі й поступився їй усіма своїми зарейнськими володіннями. За підписаною 11 травня угодою майже вся північна частина Німеччини (відокремлена демаркаційною лінією) була проголошена нейтральною.
Іспанія також вийшла з коаліції, тож театр воєнних дій у Європі обмежився Південною Німеччиною та Північною Італією. Ці дії, внаслідок втоми обох сторін, відновились тільки у вересні, коли французькі війська під проводом Журдана й Пішегрю перейшли Рейн поблизу Нейвіда й Мангайма. Зазнавши великих невдач у боях з австрійцями, вони обидва невдовзі мали знову відступити на лівий берег річки; 31 грудня було укладено перемир'я.
В Італії австрійці спочатку витіснили французів з П'ємонта, але потім, коли з іспанського кордону прибув генерал Шерер зі східнопіренейською армією, австрійський генерал Девенс зазнав 23 листопада поразки під Лоано. Упродовж перемир'я обидві сторони отримали значні підкріплення й почали готуватись до рішучих дій.

### 1796 рік

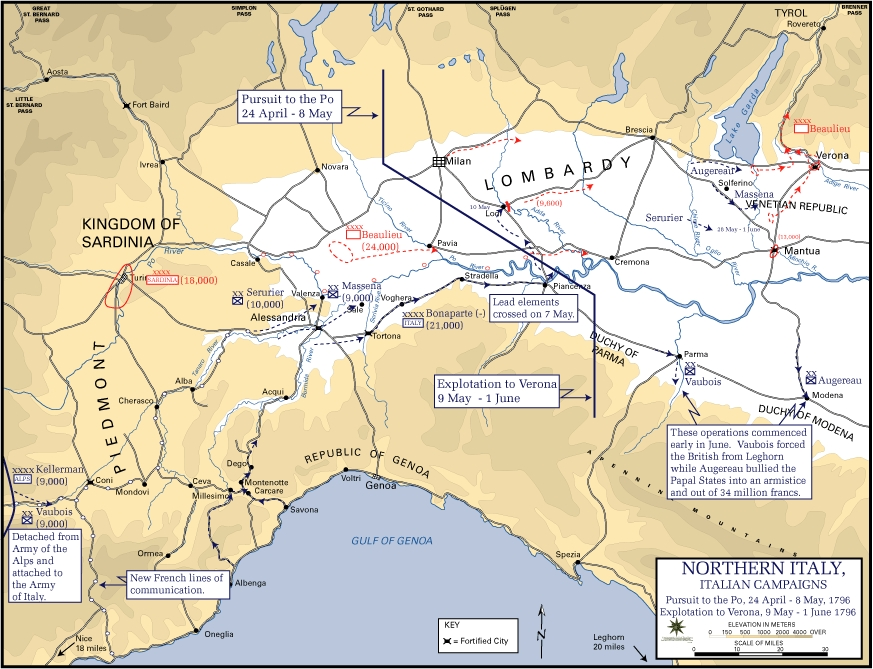
Карта Італійської кампанії 1796

На історичній сцені з'явились два молодих полководці, які невдовзі звернули на себе загальну увагу: Наполеон Бонапарт та ерцгерцог Карл. Складання операційного плану і постачання військ усім необхідним було доручено у Франції розумному та вмілому Карно, натомість в Австрії все, як і раніше, залежало від гофкрігсрату, розпорядження якого тільки зв'язували руки головнокомандувачів. За планом, складеним Карно, рейнська й мозельська французькі армії під началом генерала Моро мали діяти спільно із самбр-маасською, яку очолював Журдан, проникнути двома колонами обома берегами Дунаю углиб Німеччини та з'єднатись під стінами Відня з італійською армією, яку було ввірено Бонапарту. 31 березня 1796 року перемир'я було перервано. Первинні дії французьких військ, що перетнули Рейн, проводились блискуче; австрійців відтіснили на всіх пунктах, й уже наприкінці липня герцог Вюртемберзький, маркграф Баденський й увесь Швабський округ були змушені укласти сепаратний мир, сплативши Франції 6 мільйонів ліврів контрибуції й поступившись їй безліччю володінь на лівому березі Рейну. У серпні їхньому прикладу наслідували Франконський та Верхньосаксонський округи, тож увесь тягар війни упав на одну Австрію. Невдовзі, однак, обставини змінились: ерцгерцог Карл, скориставшись тим, що французькі колони були розділені Дунаєм, повернув спочатку проти Журдана, розбив його у кількох битвах й уже на початку вересня змусив його відступити за Рейн. Та сама доля чекала й на колону генерала Моро. До кінця вересня весь правий берег Рейну було знову очищено від французьких військ, після чого на Рейні було укладено тимчасове перемир'я.
Італійська кампанія 1796 року була досить сприятливою для французів завдяки вмілим діям їхнього молодого вождя. Прийнявши командування над армією, Бонапарт виявив у її скрутному матеріальному становищі, до якого довели її відсутність бережливості й казнокрадство попередніх начальників та інтендантства. Владною рукою він усунув всі зловживання, поставив нових начальників, зібрав необхідні кошти й продовольство та одразу надбав цим довіру й відданість солдат.
Свій операційний план він базував на швидкості дій та на зосередженні сил проти неприятеля, який дотримувався кордонної системи і сильно розтягнув свої війська. Швидким наступом йому вдалось роз'єднати війська сардинського генерала Коллі й австрійської армії Больє. Сардинський король, наляканий успіхами австрійців, уклав з ними 28 квітня перемир'я, яке дало Бонапарту кілька міст і вільний перехід через річку По. 7 травня він переправився через неї, й упродовж місяця очистив від австрійців майже всю Північну Італію. Герцоги Пармський і Моденський були змушені укласти перемир'я, куплене значною сумою грошей; з Мілана також було взято велику контрибуцію. 3 червня Бонапарт вступив до Верони. В руках австрійців залишились тільки фортеця Мантуя й цитадель Мілана. Неаполітанський король також уклав перемир'я з французами, його прикладу наслідував і папа, володіння якого заповнили французькі війська: йому довелось сплатити 20 мільйонів і надати французам значну кількість витворів мистецтва. 29 липня здалась Міланська цитадель, а потім Бонапарт взяв у облогу Мантую. Нова австрійська армія Вурмзера, яка прибула з Тіроля, не могла виправити становище; після низки невдач сам Вурмзер з частиною своїх сил був змушений зачинитись у Мантуї, яку перед тим марно намагався звільнити з облоги. Наприкінці жовтня в Італію було висунуто нові війська під командою Альвінці й Давидовича; але після битви при Ріволі їх остаточно відтіснили в Тіроль, при цьому вони зазнали величезних втрат.

### 1797 рік
Становище Мантуї, де лютували повальні хвороби й голод, стало відчайдушним, і Вурмзер на початку 1797 року капітулював, маючи у розпорядженні 18 тисяч чоловік. Кампанія 1797 року в Німеччині не відзначилась нічим важливим. Після відбуття ерцгерцога Карла, призначеного головнокомандувачем, до Італії, французи знову перетнули Рейн (у середині квітня) і здобули кілька перемог над австрійцями, але звістка про укладення перемир'я у Леобені зупинила подальші воєнні дії.
В Італії перші удари французів прийшлись на Папу Римського, який порушив угоду з Французькою республікою: в результаті йому довелось поступитись кількома містами та сплатити 15 мільйонів франків. 10 березня Бонапарт рушив проти австрійців, послаблені та дезорганізовані війська яких вже не могли чинити опір. За двадцять днів французи перебували вже лише у кількох переходах від Відня. Ерцгерцог Карл з дозволу імператора запропонував перемир'я, на що Бонапарт охоче погодився, оскільки і його становище ускладнювалось внаслідок віддаленості від джерел постачання армії; до того ж він був стурбований звістками про ворожі до нього рухи у Тіролі й Венеції. 18 квітня було укладено перемир'я в Леобені. Негайно після цього Бонапарт оголосив війну Венеційській республіці за порушення нейтралітету та вбивство багатьох французів. 16 травня Венецію зайняли його війська, а 6 червня потрапила під французьке володарювання й Генуя, яку було названо Лігурійською республікою.
Наприкінці червня Бонапарт проголосив самостійність Цизальпійської республіки, що складалась із Ломбардії, Мантуї, Модени й деяких інших сусідніх володінь. 17 жовтня у Кампо-Форміо було укладено мир з Австрією, що завершив Війну першої коаліції, з якої Франція вийшла повною переможницею, хоча Велика Британія продовжувала воювати. Австрія відмовилась від Нідерландів, визнала кордоном Франції лівий берег Рейну й отримала частину володінь знищеної Венеційської республіки. Штатгальтеру Голландії та імперським володарям, які втратили свої за рейнські землі, було обіцяно винагороду шляхом скасування незалежних духовних володінь у Німеччині. Для вирішення усіх цих вкрай заплутаних питань було запропоновано зібрати у Раштаті конгрес з уповноважених Франції, Австрії, Пруссії та інших німецьких володінь.

## Друга коаліція (1797—1802)
Конгрес розпочався; але одночасно з перемовинами, які проходили, французи продовжували воєнні дії на півдні Італії та навіть вторглись до Швейцарії.
Під час заколоту, що спалахнув у Римі наприкінці 1797 року, було вбито французького генерала Дюфо; директорія скористалась цим, щоб зайняти Церковну область французькими військами. 16 лютого 1798 року народ у Римі проголосив знищення папської влади й започаткування республіканського правління. Папа був змушений відмовитись від своїх прав; за кілька місяців його ув'язнили у Франції. Ці події збентежили неаполітанського короля та змусили його взятись за зброю.
Перед його доволі сильною армією невеликі французькі загони, що займали Церковну область, почали відходити назад, і 19 листопада король урочисто вступив до Рима. Французи, підкріплені свіжими військами, скоро перейшли у наступ, завдали супротивнику кількох жорстоких поразок, й уже наприкінці року король неаполітанський був змушений тікати до Сицилії.
На початку наступного року австрійський генерал Макк, що командував неаполітанською армією, уклав з французами угоду, за якою ним було віддано Кампанью та сплачено 10 мільйонів франків, а гавані Неаполя й Сицилії були оголошені нейтральними. Слідом за тим спалахнуло повстання у неаполітанському народі й війську; Макк, остерігаючись за своє життя, склав із себе командування та прохав у французів дозволу повернутись до Німеччини, але був затриманий та відвезений в'язнем до Франції.
Між тим у самому Неаполі встановилась повна анархія; озброєний натовп, який очолювали священики та роялісти, оволодів фортом Сент-Ельм. Триденна кривава боротьба з французами та їхніми прибічниками завершилась перемогою останніх, які й проголосили в Неаполі республіку під іменем Партенопейської.
Зайняття Швейцарії було наслідком прагнення французького уряду створити навколо Франції низку володінь хоч і самостійних, але таких, що постійно перебувають під її контролем і покровительством. Ці держави, слугуючи для Франції огородою від зовнішніх ворогів, разом із тим мали підтримувати її перевагу у спільних справах Європи. З цією метою були започатковані республіка Батавська, Цизальпійська, Римська та Партенопейська, а тепер було вирішено зробити те саме й у Швейцарії.
Французькі агенти спричиняли розбіжності та суперечки між окремими кантонами; наприкінці 1797 року французькі війська зайняли кілька пунктів у західних округах Швейцарії та почали відкрито втручатись до внутрішніх справ країни. У боротьбі з ворожою навалою, що спалахнула й тривала близько півроку, швейцарці виявили немало хоробрості й самопожертви, але так само виявили повну незгоду одне з одним і незнання військової справи. Після зайняття французькими військами усієї країни (окрім Граубюндена, який охороняв сильний австрійський корпус) Швейцарію було перетворено на Гельветичну республіку під покровительством Франції.
Зважаючи на нове розширення сфери французького впливу, утворилась друга коаліція, до складу якої увійшли Королівство Великої Британії, Австрія та Російська імперія, а потім і Османська імперія, Неаполь та деякі володарні князі в Італії та Німеччині. 16 грудня 1798 року, без попереднього оголошення війни, французькі війська несподівано перетнули Рейн, зайняли Майнц і Кастель, обложили Еренбрейтенштейн і взагалі розпоряджались на Рейні доволі самовладно. Французькі уповноважені на конгресі поводили себе зухвало і висували непомірні вимоги.
8 квітня 1799 року Клемент фон Меттерніх, представник Австрії на Раштатському конгресі, оголосив французькій місії, що імператор вважає всі рішення конгресу недійсними, і зажадав негайного усунення французьких депутатів. Під час виїзду останніх з міста на них напали австрійські гусари, двох убили й захопили усі їхні папери. Це стало сигналом для нової війни.
Сміливість Австрії стількох поразок, яких вона зазнала, базувалась на впевненості у підтримці інших сильних держав. Імператор Павло I, який узяв на себе звання гросмейстера Мальтійського ордену, був роздратований захопленням острова Мальти французькими військами, що вирушали до єгипетської експедиції, й готувався взяти дієву участь у боротьбі проти ненависних йому республіканців. Вже у листопаді 1798 року 40 000 росіян вступили до меж Австрії й потім вирушили на Італію; інша колона, якою керував генерал Римський-Корсаков, була відряджена до Швейцарії.
У січні 1799 року французам оголосила війну Туреччина. Пруссія зберігала нейтралітет.
Ще раніше за раштатську катастрофу Журдан, головнокомандувач дунайської армії, перетнув Рейн між Базелем і Страсбургом (вночі з 28 лютого на 1 березня), а Массена, узявши начальство над французькими військами у Швейцарії, 6 березня вступив до Граубюндена. Французи оволоділи проходами у Тіроль, але потім їх відтіснив австрійський генерал Бельгард. У той же час армія Журдана, зазнавши низки невдач під час зустрічей з австрійськими військами ерцгерцога Карла й цілковито розбита у битві під Штокахом (24—25 березня), була змушена відступити за Рейн.
На початку травня ерцгерцог повернув проти французів, що діяли у Швейцарії, та спочатку відтіснив їх, але потім успіх почав схилятись на бік французьких військ. Деякий час головні сили обох сторін стояли нерухомо поблизу Цюриху. Коли почали наближатись війська Римського-Корсакова, а ерцгерцог Карл поспішив назад до Німеччини, у Швейцарії залишилось до 20 000 австрійських військ із 10-тисячным резервом; росіяни зайняли розтягнуту лінію річками Ааре й Ліммате. На правому березі Рейну французи під командуванням генерала Міллера 26 серпня рушили вперед, але після невдалої спроби оволодіти Філіпсбургом знову відступили через наближення ерцгерцога Карла. Мангайм, де було залишено 6 тисяч чоловік, 18 вересня був узятий австрійцями приступом.
Між тим віденський кабінет, занепокоєний незгодою, що виникли в Італії між Суворовим і австрійськими генералами, наполіг перед імператором Павлом на переводі Суворова та його військ до Швейцарії, де він, з'єднавшись із Римським-Корсаковим, мав діяти окремо.
Массена, дізнавшись про його наближення, атакував 25 вересня поблизу Цюриху загін Корсакова й цілковито розбив його. У той же день відбулась повна поразка австрійського загону генерала Готце. 26 вересня французи оволоділи Цюрихом і переслідували Корсакова, який відступав до Шафгаузена на з'єднання з австрійськими й баварськими резервами. Невдовзі внаслідок суперечок між Суворовим та ерцгерцогом Карлом і невдоволення імператора Павла діями австрійського уряду російські війська було повернуто на батьківщину.

## Події на морі
Театр Революційних війн охопив не тільки західну й середню частини європейського континенту, але й більшу частину морів. У травні 1793 року у Середземному морі з'явились британський та іспанський флоти. За допомогою французьких роялістів вони оволоділи Тулоном і спалили судна, що там знаходились, але потім місто знову захопили роялісти.
У травні 1794 року адмірал Гуд зайняв Бастію, наприкінці серпня вся Корсика була в руках британців. На океані французький флот було розбито адміралом Гоувом поблизу Вессана.
У 1795 році корпус роялістів був перевезений британськими суднами до Бретані, але ця експедиція не мала успіху, так само як і спроба д'Артуа (27 вересня) закріпитись на острові Нуармутьє.
Того самого року Голландія під тиском французьких правителів оголосила війну Великої Британії й поплатилась за це майже усіма своїми колоніями у різних частинах світу.
У 1796 році британці, які спричинили невдоволення корсиканців, мали залишити острів, який знову зайняли французи. Іспанія, якій погрожували останні, оголосила Великій Британії війну; проте французька ескадра з десантом у 15 тисяч чоловік, відряджена наприкінці року до берегів Королівства Ірландія, була змушена внаслідок шторму повернутись, нічого не зробивши.
У 1797 році британський флот, узяв гору над іспанським поблизу міста Сент-Вінсент, блокував Кадіс.
У 1798 році було відправлено експедицію Бонапарта до Єгипту, під час якої Наполеон зайняв Мальту; французькі крейсери почали з'являтись поблизу Іонічних островів та інших пунктів Середземного моря; у той же час французький уряд, розраховуючи скористатись із заворушень, що виникли в Ірландії, надіслав до її берегів чималу ескадру з десантними військами, але спроби висадки на ірландських берегах не мали успіху.
Британці встигли безперешкодно зайняти острів Менорку.
У 1799 році Нельсон винищив французький флот при Абукірі, а російський адмірал Ушаков спільно з турецьким флотом зайняв острови Церіго, Кефалонію, Занте, Сент-Мавро і Корфу. Російські судна сприяли підкоренню Анкони й відновленню королівської влади у Неаполі.
З усіх дій на морі часів Революційних війн суттєвої вигоди набула тільки Велика Британія, яка захопила багаті колонії Франції та Голландії.